# المدرسة الدولية الفرنسية دانيال ميتران

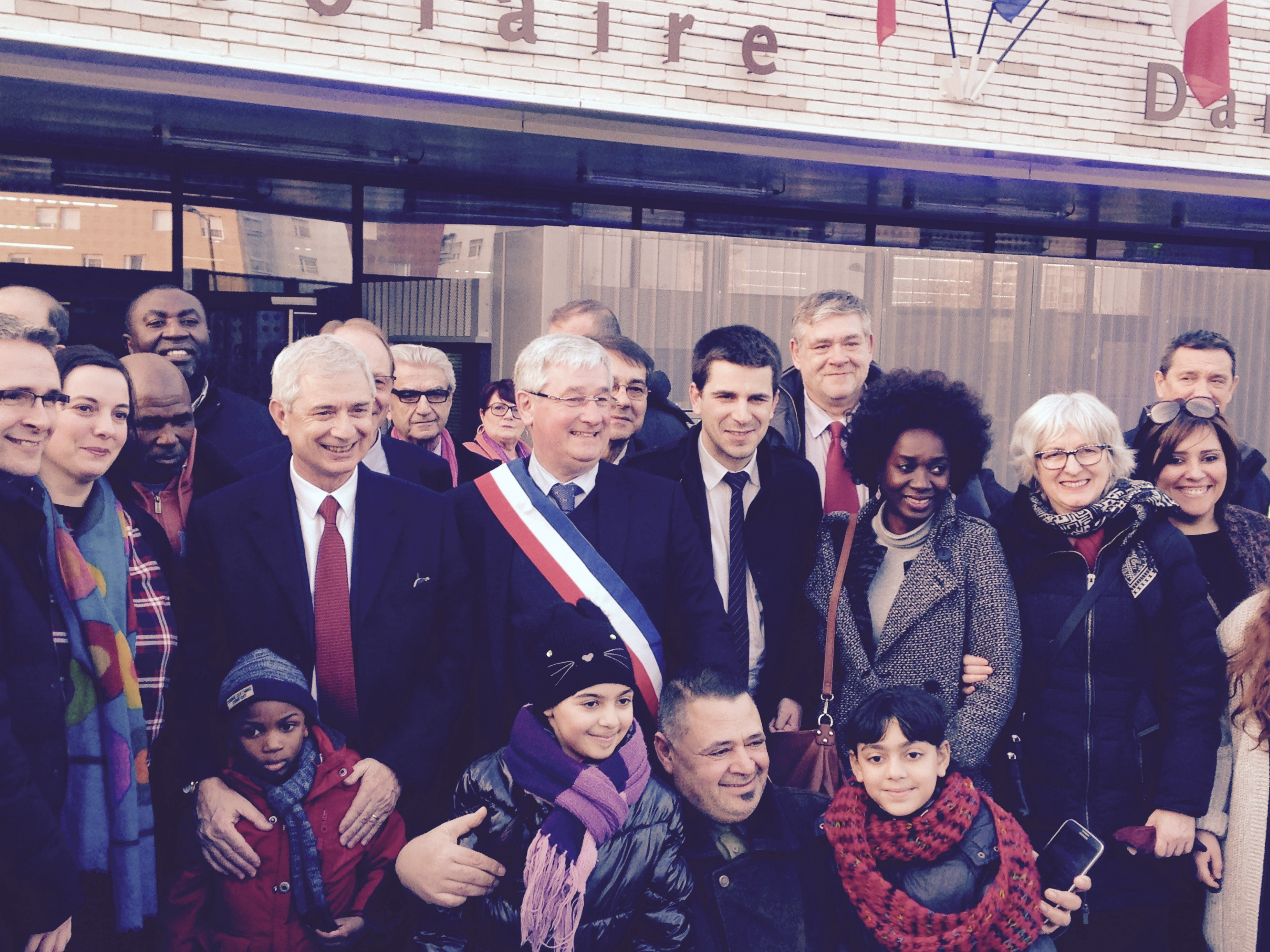
افتتاح مدرسة دانيال ميتران.

المدرسة الدولية الفرنسية دانيال ميتران (بالكردية: قوتابخانەی نێودەوڵەتی فەڕەنسی دانیێل میتێران‏) (بالفرنسية: École Danielle-Mitterrand)‏ هي مدرسة فرنسية تقع في مدينة أربيل، كردستان العراق.
صرح الدكتور فريدريك تيسو، القنصل العام لفرنسا في أربيل، بأن الغرض من المدرسة هو تحسين التعليم في كردستان العراق. يُعرف اسم هذه المدرسة، دانيال ميتران، بـ «أم الكرد». 

## المدرسة
تأسست مدرسة دانييل ميتران الفرنسية في أربيل في عام 2009 من قبل الدكتور فريدريك تيسو ، القنصل العام لفرنسا في أربيل في ذلك الوقت ، بهدف تحسين التعليم في كردستان. تم تسمية المدرسة تكريما للسيدة الأولى السابقة لفرنسا ، دانييل ميتران ، التي اشتهرت بمناصرتها ودعمها لحقوق الأكراد والشعب الكردي. إن مشاركتها ونشاطها نيابة عن الأكراد أكسبها إعجابها واحترامها في أوساط المجتمع الكردي.
تقدم المدرسة خدمات الحضانة والتعليم من روضة الأطفال إلى المدرسة الثانوية ، وتغطي الصفوف من maternelle (مرحلة ما قبل المدرسة / روضة الأطفال) إلى الفصل الدراسي (الصف الثاني عشر). تتمثل مهمة المدرسة في توفير تعليم عالي الجودة يجمع بين المعايير الأكاديمية الفرنسية وتقدير الثقافة والقيم المحلية ، وتعزيز التفاهم الدولي وتعزيز ثنائية اللغة بين طلابها.
تم اعتماد المدرسة من قبل حكومة فرنسا ، مما يعني أنها تتبع نظام التعليم الفرنسي وتدرس المناهج الدراسية الموضوعة على المستوى الوطني في فرنسا. بعبارة أخرى ، يحصل طلاب مدرسة دانييل ميتران الفرنسية في أربيل على نفس مستوى التعليم الذي يحصل عليه طالب في فرنسا.
المدرسة عضو في أكبر شبكة من المدارس الأجنبية في العالم ، وهي شبكة تضم 581 مدرسة فرنسية في 139 دولة. تشرف وكالة التعليم الفرنسي في الخارج (AEFE) ، وهي فرع من وزارة الخارجية الفرنسية ، على جميع هذه المدارس الفرنسية الدولية وتضمن الحفاظ على جودة التعليم من خلال فحص المدرسة بشكل منتظم وتقديم التعلم والتدريب المستمر لمعلميها. تحافظ مدرسة دانييل ميتران الفرنسية في أربيل على اعتمادها من خلال عملية التفتيش الصارمة التي يتم إجراؤها كل عام وعلى مدار العام من قبل الحكومة الفرنسية.
نظرًا لأن المدرسة هي مدرسة غير هادفة للربح ، تتم إدارة العمليات والإشراف عليها من قبل مجلس إدارة متطوع غير مدفوع الأجر يتألف من أولياء الأمور المؤهلين تأهيلا عاليا الذين يذهب أطفالهم إلى المدرسة. يتم إدارة الأكاديميين والمناهج الدراسية بشكل مباشر من قبل مدير مدرسة ذو خبرة. يضمن مجلس الإدارة ، بالتعاون مع مدير المدرسة ، إدارة عملية لجميع جوانب المدرسة.

## الروابط الخارجية
1. ↑  "Contact Us نسخة محفوظة 24 مايو 2016 على موقع واي باك مشين.." French International School MLF Danielle Mitterrand. Retrieved on 26 October 2015. "Gulan 1, Erbil, Kurdistan/Iraq" - Address in Arabic: "كولان 2, أربيل، كوردستان/العراق" نسخة محفوظة 2 يوليو 2017 على موقع واي باك مشين.
2. ↑  "Irak: Danielle Mitterrand inaugure une école française au Kurdistan". Institutkurde.org (بfr-fr). Archived from the original on 2018-11-28. Retrieved 2018-11-28.{{استشهاد بخبر}}:  صيانة الاستشهاد: لغة غير مدعومة (link)
3. ↑  "Consul Generals discuss developments and initiatives in Kurdistan". dfr.gov.krd. مؤرشف من الأصل في 2018-11-28. اطلع عليه بتاريخ 2018-11-28.

- (بالعربية) [http://ar.mlferbil.org/ French International School MLF Danielle Mitterrand
- French International School MLF Danielle Mitterrand (بالإنجليزية)
- (بالفرنسية) French International School MLF Danielle Mitterrand
- French International School MLF Danielle Mitterrand (Archive)
- (بالفرنسية) "La vie presque normale de l'école française du Kurdistan irakien" (Archive). وكالة فرانس برس at لا ديبيش دو ميدي  [لغات أخرى]‏. 29 September 2014.